# Hissène Habré
Hissène Habré (àrab: حُسين حبري)  (Faya-Largeau, 13 d'agost de 1942 - Dakar, 24 d'agost de 2021), també Hissen Habré, fou el líder del Txad des de 1982 fins que se'l va deposar el 1990.

## Primers anys
Habré va néixer el 1942 a Faya-Largeau, Txad del nord, llavors una colònia de França. Era d'una família de pastors imembre de la branca Anakaza del grup ètnic gorane coneguts com a tubus. Després de fer l'escola primària, obtingué un càrrec a l'administració colonial francesa, on impressionà als seus superiors i guanyà una beca per estudiar a França. L'escola que atorgava la beca era l'Institut d'Estudis Superiors d'Ultramar, situat a París, França. Completà un títol universitari en ciències polítiques a París, i retornava al Txad el 1971. També va obtenir altres graduacions i va guanyar el seu Doctorat en aquest Institut. Després d'un període breu de servei governamental, se'n va anar a Trípoli i es va unir a les Forces Armades del Nord (FAN), un moviment txadià de rebels armats. El FAN operava a l'extrem nord del Txad, entre el nòmades tubus, i era dirigit per Goukouni Oueddei. El FAN es va escindir d'un altre moviment rebel, el Frolinat, dirigit per Abba Siddick.
Habré va cridar per primer cop l'atenció internacional quan un grup sota el seu comandament va atacar la ciutat de Bardaï al Tibesti, el 21 d'abril de 1974, i va prendre tres ostatges europeus, amb la intenció de bescanviar-los per diners i armes. Els captius eren un doctor alemany, Christophe Staewen (la muller del qual va morir a l'atac), i dos ciutadans francesos, Françoise Claustre, una arqueòloga, i Marc Combe, un treballador en el desenvolupament. Marc Combe es va escapar el 1975 però, malgrat la intervenció del govern francès, la senyora Claustre (el marit de la qual era un oficial superior del govern francès) no era alliberat fins a l'1 de febrer de 1977.
Habré es va enfrontar amb Goukouni Oueddei, en part sobre aquesta presa d'ostatges (incident que fou conegut com l'"Afer Claustre" a França), però va conservar la designació "FAN" per al seu exèrcit de rebels.

## Pujada al poder
Amenaçat greument el govern txadià per les faccions rebels, el president militar Félix Malloum va decidir atreure alguns grups al seu costat; el 29 d'agost de 1978 Habré va rebre el nomenament de primer ministre del Txad, reemplaçant el mateix Felix Malloun en aquesta posició; Malloum havia estat tant primer ministre com a president d'ençà que havia agafat el poder el 1975. Al cap d'un any Habré es va enfrontar amb el president Malloun, i el 12 de febrer de 1979 les seves forces es van apoderar de la capital N'Djamena; els francesos no van intervenir i Malloun i l'exèrcit nacional (FAT, Forces Armades Txadianes) o el que quedava, es va retirar cap al sud. El 22 de febrer de 1979 Goukouni Oueddei i les Forces Armades Populars (FAP) entraven a la capital de la qual la població sara havia fugit o estava fugint cap al sud. Les altres faccions van disputar també el poder. Entre el 10 de març i el 21 d'agost es van celebrar quatre conferències de pau a Kano i a Lagos (Nigèria) en què els veïns del Txad van intentar posar orde i establir una situació acceptable per tots. En aquest temps Habré es va enemistar amb Muammar al-Gaddafi perquè aquest enviava armes a la facció del coronel Wadel Abdelkader Kamougué, sudista que s'havia proclamar president, oposat a Habré, tenint en compte que Kamougué era anti-libi. Oueddei va ser proclamat president el dia 23 de març de 1979 però a la segona conferència de Kano, Habré i Oueddei foren posats sota arrest domiciliari en un intent nigerià d'augmentar les possibilitat del líder dels kanembu, Lol Mahamat Choua, cap del Tercer Exèrcit d'Alliberament, que finalment fou nomenat president provisional el 29 d'abril de 1979 tot i que el seu grup no tenia gairebé cap suport polític i l'aparell militar era quasi inexistent; les conferències s'empraven per les faccions per millorar mentre les seves posicions a costa dels altres.
La darrera conferència es va acabar amb l'acord de Lagos de 21 d'agost de 1979 que van signar 11 faccions i els ministres d'afers exteriors de 9 països africans. Aquest acord establia la formació d'un Govern d'Unitat Nacional de Transició (GUNT); el 3 de setembre de 1979 Goukouni Oueddei era designat president provisional del Comitè Administratiu i el 10 de novembre es va posar en marxa el GUNT del que Oueddei passava a ser el president per consens; Kamougué fou vicepresident, i Habré ministre de defense, de veterans, i de víctimes de guerra; els càrrecs del govern es van equilibrar entre sudistes (11 carteras) i el nord-centre-est (13 carteres) i entre els protegits dels diversos estats. Una missió de pau de la OUA amb tropes del Congo-Brazzaville, Guinea i Benín, havia de reemplaçar a les forces franceses si bé això mai es va fer efectiu. El GUNT fou una olla de grills i les milícies van romandre armades. El gener de 1980 una unitat d'Habré estava atacant altres unitats a la prefectura d'Ouaddaï. Poc després N'Djamena va viure un nou esclat de violència i a final de març de 1980 Habré estava desafiant obertament al govern, i tenia el control d'una secció de la capital; les forces de pau (600 congolesos) i els francesos (que es van retirar a mitjan maig), van romandre inactius, i unitats de cinc exèrcits txadians diferents patrullaven pels carrers; la lluita va seguir a l'estiu; mercès als esforços de la OUA es van arribar a pactar cinc aturades de les hostilitats. La rivalitat entre Oueddei i Habré era al centre del conflicte. A la meitat del 1980 el sud del país, amb les comunicacions i el comerç amb la capital tallat, i amb les forces de l'antic exèrcit nacional reorganitzades, va esdevenir un estat dintre de l'estat (la república del Logone) sota el coronel Kamougué, que es mantenia a distància de la capital i esperava a negociar amb el que emergís vencedor del nord.
El 1980 Goukouni Ouddei es va orientar cap a Líbia, com ja havia fet en part en els darrers anys i el juny va signar un acord de cooperació militar amb Líbia sense consultar al GUNT. A l'octubre va demanar assistència militar a Gaddafi, i el desembre les forces líbies ja tenien el control de la capital i els principals centres urbans del país excepte els del sud. Habré va fugir al Sudan esperant poder tornar a la lluita. Oueddei va guanyar militarment però la seva associació amb Gadadfi li creava problemes. El gener de 1981, quan Goukouni i Gaddafi van emetre un comunicat conjunt anunciant la unificació dels dos països, va seguir una mostre de rebuig internacional; els dos líders van aclarir llavors que no es tractava d'una unió política o d'una fusió dels dos estats sinó d'una unificació d'objectius, però el mal ja estava fet; la unió fou considerada una violació dels Acords de Lagos. El 1981 França i alguns membres de la OUA van demanar la retirada líbia. La OUA va proposar una missió d'una Força Interafricana (IAF) a la que França va prometre donar suport el setembre si el govern de Oueddei l'acceptava. Les relacions de Oueddei amb França i la OUA van millorar mentre les relacions amb Líbia es deterioraven, especialment perquè l'assistència econòmica promesa per Líbia no es materialitzava; també ajudava la sospita que Gaddafi estava ajudant a un rival d'Oueddei, Acyl Ahmat, líder de la facció anomenada Consell Democràtic Revolucionari (CDR). Tant Oueddei com Habré temien a Acyl perquè bona part de les seves forces eren àrabs de la tribu Banu Sulaym que havien emigrat 150 anys abans de Líbia cap al Txad i representava per tant les arrels històriques i culturals de les reclamacions que Gaddafi podia fer sobre el Txad. L'octubre de 1981 Oueddei va demanar a les forces líbies de retirar-se cosa que els libis van fer a mitjan novembre. Això va deixar el camí lliure a les FAN d'Habré, reorganitzades a l'est del Txad i protegides i aprovisionades pel Sudan, Egipte i Estats Units, que no van tardar a ocupar posicions claus en la carretera d'Abéché a N'Djamena. Habré fou retingut només per l'arribada i desplegament el desembre de 1981 de 4.800 soldats de les IAF de Nigèria, Senegal i Zaire.
El febrer de 1982 una reunió especial de la OUA a Nairobi va cridar a un alto el foc i a negociacions entre tots els partits, eleccions i finalment sortida de les IAF, tot el qual s'havia de fer en sis mesos. Habré va acceptar el pla però Goukouni el va rebutjar, manifestant que Habré havia perdut tota legitimitat quan havia trencat amb el GUNT. Quan Habré va renovar el seu avanç militar cap N'Djamena, les IAF van romandre neutrals. Les FAN es van assegurar el control de la capital el 7 de juny. Goukouni i altres membres del GUNT van fugir cap al Camerun i més tard van aparèixer a Líbia. A la resta de l'any Habré va consolidar el seu poder en la major part del Txad en lluita i va treballar per assegurar el reconeixement internacional del seu govern. El càrrec de primer ministre va quedar abolit.

## Govern
Habré va governar el Txad des de 1982 fins que fou deposat el 1990 per Idriss Déby i va fugir al Senegal. El règim monopartidista d'Habré estava caracteritzat per violacions dels drets humans generalitzats i per atrocitats. El govern d'Habré periòdicament participava en la neteja ètnica contra grups com el sares, hadjerais i zaghawa, matant i arrestant membres d'aquestos grups en massa quan veia que els seus líders podien suposar una amenaça al règim. Després de la seva pujada a poder, Habré va crear una força de policia secreta coneguda com a Directori de Documentació i Seguretat (DDS), sota el qual els adversaris d'Habré foren torturats executats. Alguns mètodes de tortura comunament utilitzats pel DDS eren cremats amb objectes incandescents, ruixats per gas als ulls, orelles, i nas; empassar-se aigua per força, i obligar els detinguts a posar les boques al voltant del final dels tubs d'escapament de cotxes en marxa. Es calcula que 40.000 txadians a escala nacional van morir en detenció o foren executats sota Habré, i sobre 200.000 foren sotmesos a tortura. El Human Rights Watch va batejar més tard a Habré com "El Pinochet de l'Àfrica".

## Guerra amb Líbia
Quan les forces líbies van intervenir al Txad van ocupar la franja d'Aozou. Sembla que quan es van retirar el 1981 no van abandonar aquest territori. El 1983, les tropes líbies n'ocupaven tot el territori del Txad al nord de Koro Toro. Els Estats Units utilitzaven una base clandestina al Txad per entrenar soldats libis capturats que foren organitzats en una força anti-Gaddafi. L'ajut d'Habré dels Estats Units i França el va ajudar a guanyar la guerra contra la Líbia de Gaddafi. L'ocupació líbia del nord de Koro Toro es va acabar quan Habré va derrotar els libis el 1987, ja cap al final. El 1988 la guerra havia acabat 
Malgrat aquesta victòria, el govern d'Habré era dèbil, i tenia una forta oposició especialment de membres del grup ètnic dels Zaghawa a l'est. Una ofensiva dels rebels el novembre de 1990, dirigida per Idriss Déby, un comandant de l'antiga fracció militar Zaghawa, que havia participat en una trama contra Habré el 1989 i posteriorment havia fugit al Sudan, derrotava les forces d'Habré. Els francesos decidien no ajudar a Habré en aquesta ocasió, permetent la seva caiguda; és possible que activament ajudessin a Déby. L'explicació i especulació sobre les raons per l'abandonament de França a Habré inclouen l'adopció d'una política de no-interferència en conflictes interns com el txadià, insatisfacció amb la desgana d'Habré d'avançar cap a una democràcia multipartit, i el favoritisme d'Habré envers les companyies petrolieres americanes abans que a les franceses. Habré va fugir al Camerun, i els rebels entraven a N'Djamena el 2 de desembre, de 1990; Habré posteriorment va marxar a l'exili al Senegal.

## Suport dels Estats Units i França
Els Estats Units i França donaven suport a Habré, al que veien com a baluard contra el govern de Gaddafi a Líbia. Sota el President Ronald Reagan, els Estats Units donaven poder a la CIA pel suport paramilitar d'aquesta a Habré, i romanien l'aliat principal d'Habré durant tot el seu govern, donant quantitats massives d'ajut militar al seu règim. Els Estats Units també utilitzaren una base clandestina al Txad per entrenar soldats libis capturats que foren organitzats en una força anti-Qaddafi." La CIA va estar implicada tant profundament en mantenir a Habré al govern que no puc concebre que no sabien què estava passant", va dir Donald Norland, ambaixador dels EUA al Txad de 1979 a 1981. "Però no hi havia cap debat sobre la política i virtualment cap discussió dels experts en fer el que fèiem." de http://www.hartford Arxivat 2013-08-21 a Wayback Machine.. Els documents obtinguts per Human Rights Watch mostren que els Estats Units donaven formació, intel·ligència, armes, i altres suports malgrat tenir coneixement de les atrocitats del DDS d'Habré. Els registres descobrien al DDS els arxius meticulosos detallant programes de formació dels instructors americans a agents del DDS i als oficials, incloent-hi un curs als Estats Units a què assistiren alguns dels torturadors més temuts del DDS. Segons la Comissió de Veritat Txadiana, els Estats Units també donaven aportacions mensuals monetaries al DDS i finançaven una xarxa regional de xarxes d'intel·ligència anomenades de codi "mosaic" que el Txad usava per seguir adversaris (o sospitosos de ser-ho) del règim d'Habré fins i tot després que fugissin del país.
A l'estiu de 1983, quan Líbia va envair el nord del Txad del nord i amenaçava de fer de caure Habre, França va enviar 3.000 paracaigudistes amb suport aeri, mentre que l'administració Reagan proporcionava dos avions de vigilància electrònica Awacs per coordinar la cobertura aèria. El 1987 les forces de Gaddafi s'havien retirat.
Els Estats Units i França ignoraren el govern de parit únic cada vegada més cruel d'Habre. "Habré era un home extraordinàriament capaç amb un sentit brillant de com tocar el món exterior", deia un antic oficial superior dels EUA. "Era també un tirà sanguinari i torturador. És just dir que sabíem que i què ho era i decidirem girar els ulls i fer el cec."

## Procediments legals
Els grups de Drets Humans fan responsable a Habré de l'assassinat de milers de persones, però el número exacte és desconegut. Els assassinats incloïen massacres contra grups ètnics al sud (1984), contra els hadjerais (1987), i contra els zaghawa (1989). Autoritzava desenes de milers d'assassinats polítics i tortura física. Per a aquests delictes, ha rebut el renom de "Pinochet africà", agafat del president xilè fins a 1990.
Entre 1993 i 2003, Bèlgica tenia legislació de jurisdicció universal que permet que les violacions més serioses de drets humans poden ser vistes en jutjats nacionals o internacionals, sense cap connexió directa al país de l'autor presumpte, víctimes o on els delictes tenien lloc. Malgrat l'abrogació de la legislació, les investigacions contra Habré continuaven i el setembre de 2005 se'l processava per crims contra la humanitat, tortura, crims de guerra i altres violacions de drets humans. Senegal, on Habré ha estat en exili durant 17 anys, té a Habré sota arrest domiciliari nominal a Dakar.
El 17 de març de 2006, el Parlament Europeu demanava que el Senegal entregués a Habré a Bèlgica per ser jutjat. El Senegal no obeïa, i en principi rebutjava l'extradició que demanava la Unió Africana que sorgia després que Bèlgica demanés jutjar a Habré. L'ATDPH (Associació Txadiana per la Promoció i la Defensa dels Drets Humans) va expressar la seva aprovació de la decisió. Si se l'hagués entregat, s'hauria convertit en el primer ex dictador a ser extradit per un tercer país per ser jutjat per violacions dels drets humans. El 2007, el Senegal establia el seu propi jutjat especial de delictes de guerra especial per jutjar Habré sota pressió de la Unió Africana. El 8 d'abril de 2008, L'assemblea Nacional del Senegal votava per esmenar la constitució per treure qualsevol obstacle al processament d'Habré al Senegal;
Ibrahima Gueye fou nomenat com coordinador del judici el maig de 2008. Una sessió conjunta de l'Assemblea Nacional i el Senat va votar el juliol de 2008 per aprovar una llei que donava al Senegal el dret de jutjar crims comesos en altres països i per a delictes que es cometien més de deu anys abans; això feia constitucionalment possible jutjar a Habré. El ministre de Justícia Senegalès Madicke Niang va nomenar quatre jutges investigadors en aquest moment.
Una pel·lícula de 2007 pel director Klaartje Quirijns El Caçador Dictador, explica la història dels activistes Souleymane Guengueng i Reed Brody que van fer grans esforços per portar a Habré a judici
El 15 d'agost de 2008, un jutjat txadià condemnava Habré a mort in absentia per crims de guerra i crims contra la humanitat en connexió amb al·legacions que havia treballat amb rebels dins del Txad per destituir Déby. François Serres, un advocat d'Habré, criticava aquest judici el 22 d'agost pel seu secretisme. Segons Serres, l'acusació en què es basava el judici era prèviament desconeguda i Habré no havia rebut cap notificació del judici.
El 16 de setembre de 2008, 14 víctimes presentaven noves queixes a un fiscal senegalès, acusant Habré de crims contra la humanitat i tortura.
El govern senegalès afegia una esmena el 2008, que permetria a Habre ser jutjat davant d'un tribunal. Senegal més tard va canviar la seva posició, tanmateix, demanant 27 milions d'euros de finançament a la comunitat internacional abans de dur a terme el judici. Això portava a Bèlgica a pressionar a la Cort Internacional de Justícia per forçar el Senegal o bé a extradir a Habré a Bèlgica o a continuar amb el judici. Aquesta petició però fou desestimada per l'ICJ.
El novembre de 2010, el tribunal de justícia de la Comunitat Econòmica dels Estats Africans Occidentals (ECOWAS) determinava que el Senegal no podia fer un judici sobre la matèria a través d'un jutjat local només, i demanava la creació d'un tribunal especial en la qüestió del processament d'Habre. L'abril de 2011, després de la reticència inicial, el Senegal acceptava la creació d'un tribunal Ad Hoc en col·laboració amb la Unió Africana, l'estat de txadià i amb el finançament internacional.
El Senegal va canviar la seva posició una altra vegada, retirant-se durant les discussions i establint el jutjat el 30 de maig de 2011 sense explicació. La comissió de la Unio Africana sobre Habré, en preparació per la seva pròxima cimera el 30 de juny publicava un informe que instava a pressionar el Senegal per extradir Habré a Bèlgica. El 8 de juliol, de 2011, oficials del Senegal anunciaven que Habré seria extradit al Txad l'11 de juliol. No obstant el dia 11 el Senegal es va fer enrere.
El 24 d'agost del 2021, a 79 anys, moria per COVID-19 en un hospital del Senegal. Des del 2016 complia cadena perpètua per crims contra la humanitat comesos sota el seu mandat.